# مطرانية الرومان الكاثوليك في كوبانغ
مطرانية الرومان الكاثوليك في كوبانغ (بالإنجليزية: Roman Catholic Archdiocese of Kupang)‏ هي أبرشية تقع في إندونيسيا في . يقدر عدد سكانها بـ 1,189,829 نسمة .